# Косяк, Мария Ивановна
Мария Ивановна Косяк (1 июля 1918 года, деревня Заозёрье — 15 июля 2006 года, деревня Заозёрье) — звеньевая колхоза «Красное знамя» Вилейского района Минской области, Белорусская ССР. Герой Социалистического Труда (1966). Депутат Верховного Совета Белорусской ССР 6-го созыва.

## Биография
Родилась в 1918 году в крестьянской семье в деревне Заозёрье. С 1933 года возглавляла льноводческое звено в колхозе «Красное Знамя» Виленского района. Участвовала в Великой Отечественной войне. После войны восстанавливала разрушенное колхозное хозяйство. Продолжала трудиться звеньевой. Без отрыва от производства окончила трёхлетние агрономические курсы.
Звено Марии Косяк собрало высокий урожай волокна льна-долгунца. Указом Президиума Верховного Совета СССР от 30 апреля 1966 года удостоена звания Героя Социалистического Труда с вручением ордена Ленина и золотой медали «Серп и Молот».
Была делегатом III Всесоюзной съезда колхозников в Москве. Избиралась депутатом Верховного Совета БССР.